# 张伟 (女子篮球运动员)
张伟（1986年2月12日—），女，辽宁朝阳人，中国篮球運動員，亦為中国国家女子篮球队成員。她是篮球运动员张瑜的同胞妹妹。

## 簡歷
2010年11月，张伟代表中國出戰廣州亞運會，參加籃球比賽，奪得金牌。